# Zhu Jing
Zhu Jing (chinesisch 朱靜 / 朱静, Pinyin Zhū Jìng; * 2. März 1978) ist eine ehemalige chinesische Fußballspielerin.

## Karriere

### Klub
Zumindest zu der Zeit der Olympischen Spiele 2000 gehörte sie Shandong Taishan an.

### Nationalmannschaft
Mit der chinesischen A-Nationalmannschaft nahm sie an der Weltmeisterschaft 1999 teil, jedoch sind von ihr keine Einsätze bei diesem Turnier bekannt. Gemeinsam gehörte sie aber so zum Kader der Mannschaft, die hier Vizeweltmeister wurde. Abschließend war sie auch ein Jahr später Teil der Olympiamannschaft bei dem Turnier der Spiele im Jahr 2000. Hier kam sie aber wieder nicht zu bekannten Einsätzen.